# Route nationale 772
Pour les articles homonymes, voir Route 772.
La route nationale 772 ou RN 772 était une route nationale française reliant Ploërmel à Châteaubriant. À la suite de la réforme de 1972, elle a été déclassée en RD 772.

## Ancien tracé de Ploërmel à Châteaubriant (D 772)
- Ploërmel
- Augan
- Guer
- Maure-de-Bretagne
- Lohéac
- Guipry
- Messac
- Bain-de-Bretagne
- Teillay
- Châteaubriant